# Situationsethik
Die Situationsethik, auch situative Ethik ist innerhalb der Christlichen Ethik ein Ansatz, welcher versucht, das sittliche Verhalten nicht durch höchste Normen und Werte zu begründen, sondern allein orientiert an den Lebenssituationen und Gegebenheiten (Umwelt) des Einzelnen. Grundgedanke ist dabei, dass die Einzigkeit und Unwiederholbarkeit sowohl des Individuums als auch der jeweiligen konkreten Situation, in der dieses seine Handlungsentscheidung zu treffen hat, die Aufstellung und Begründung allgemeiner Prinzipien und Normen unmöglich mache.

## Begriffsprägung
Der Begriff Situationsethik wurde 1938 von Theodor Steinbüchel geprägt, der sich dabei auf Eberhard Grisebachs Kritische Ethik (1928) bezog.

„Wie die Situationsethik selbst ohne ein wesentliches Selbst des Menschen, das als das menschliche trotz und in aller individuellen Ausgestaltung und innerhalb aller ungleichen Situationen das gleiche ist, nicht auskommt, ebensowenig kann es den Vollzug einer konkreten Entscheidung ohne die Realität dieses lebendigen Selbst geben. Es ist doch der konkrete Mensch als Selbstsein, der sich in der Situation dem Du öffnen soll, und es ist seine konkrete reale Seinsmöglichkeit, die sich in jeder Situation bewähren soll.“

## Situationsethische Ansätze
Wichtige Vertreter der Situationsethik sind Joseph Fletcher und John Arthur Thomas Robinson (wobei es für Robinson in erster Linie um das Gottesbild und erst daraus folgend um Ethik geht). Der Begriff „Situation“ kann unterschiedlich verstanden werden:
1. Sozialer und politischer Kontext eines Verhaltens. Situationsethisch argumentieren heißt dann, die realen Verhältnisse zu berücksichtigen.
2. Kontingenz des Handelns Gottes. Der Mensch soll in seinem Handeln dem Handeln Gottes entsprechen, darauf antworten. In diesem Sinn ist Karl Barth ein Situationsethiker, ähnlich auch Dietrich Bonhoeffer und Paul L. Lehmann.
3. Erfahrung mitmenschlicher Verantwortung. Hier steht Martin Bubers Ich-Du-Philosophie im Hintergrund. Personale Verhaltensweisen wie Vertrauen oder Liebe gelten einem konkreten Menschen mit seiner Eigenart und seinen Bedürfnissen. Dieser Aspekt wurde von Autoren im Umkreis von Rudolf Bultmann sowie von Knud E. Løgstrup betont.

## Kritik
Die Situationsethik wird gelegentlich auch als Individualethik bezeichnet. Der ethische Grundsatz sehe vor, das als gut zu erachten, was der Einzelne dafür halte und was seinen eigenen Interessen entspreche. Jeder mündige Handelnde schaffe sich somit bei jeder Handlung die hierfür passende Norm selbst. Damit drohe eine Form des Subjektivismus bzw. moralischen Relativismus.
Kritiker erkennen an, dass die Situationsethik die Umstände, in denen sich das Individuum befindet, ernst nehme und Realitätsbezug aufweise. Jedoch stelle dieses Ethikmodell oft eine Überforderung des Einzelnen dar. Es berücksichtige nicht die positiven Funktionen von Normen. Die Situationsethik wird auch mit dem Argument in Frage gestellt, dass ohne allgemeine Prinzipien eine situationsgebundene Einzelfallentscheidung nicht vernünftig getroffen werden könne.
Das katholische Lehramt nahm schon seit Ansprachen Pius’ XII. 1952 eine ablehnende Haltung zu der „neuen Moral“ ein, dabei ging es um die Gefahr des Laxismus in der Ehe- und Sexualmoral. Der Begriff „neue Moral“, womit eine situative und existentielle Ethik gemeint ist, wurde von der Congregatio sancti officii am 2. Februar 1956 erstmals gebraucht. Die römisch-katholische Kirche hat die Situationsethik 1993 verworfen (Veritatis splendor).
Christofer Frey sieht ein Defizit des situationsethischen Ansatzes darin, dass jede Situation „perspektivisch“ sei. Der erkennende Mensch strukturiere sie selbst durch implizite Normen und Werte (im Sinne von sozial erworbenen Präferenzen).
Dieter Birnbacher nennt die Situationsethik eine „Extremform der Kasuistik,“ die jede Vergleichbarkeit von Fällen ethischen Handelns ablehne: „Jedes moralische Urteil kann danach nur auf einer Einzelfallintuition beruhen, und jeder konkrete Fall erfordert eine singuläre, nur auf ihn zugeschnittene Beurteilung.“